# ProtoDUNE

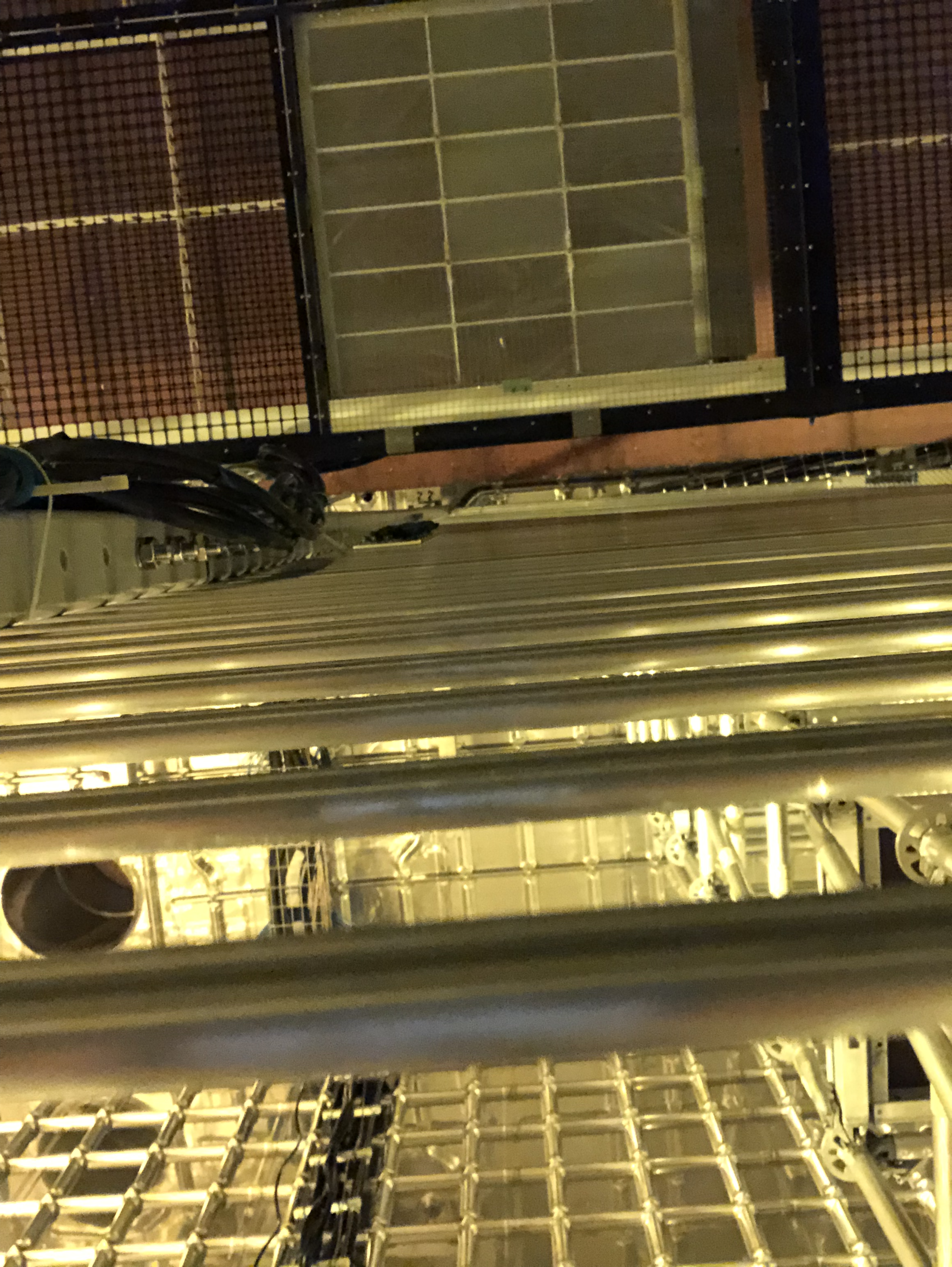
Los sensores fotovoltaicos y los despliegues de ánodo plano dentro del detector.

El prototipo del Experimento Profundo de Neutrinos Subterráneos (ProtoDUNE, en inglés) es un experimento desarrollado por CERN, que medirá las colisiones de neutrinos. DUNE usará una cámara de proyección temporal de argón líquido, también conocido por un LArTPC (por la palabra inglés). Una colisión de neutrino quita un electrón de un átomo y desprende energía radiante, ProtoDUNE puede medir los dos. Los científicos usan un despliegue de ánodo plano con carga negativa. Los científicos usan un despliegue de ánodo plano que tiene una carga negativa para atraer y anotar las trayectorias de los electrones, así anotando la información de la colisión. El prototipo del detector es tan alto como un edificio de tres pisos, el detector de DUNE será tan alto como un edificio de veinte pisos. El prototipo del detector fue probado con éxito en 2018, a partir de 2023 el LArTPC es el más mayor que nunca construido. Dos detectores han sido fabricado en la plataforma de neutrino, cada uno conteniendo cerca de 800 toneladas métricas de argón líquido. Un criostato aísla el detector, el argón líquido necesita quedarse a una temperatura de -300 °F para que el argón se quede líquido.

## La Construcción
Tarda dos años en construir el primer detector y ocho semanas más en llenarlo con argón líquido. Originalmente, un detector era fabricado para ser de fase única (ProtoDUNE-SP, por el nombre inglés), usando sólo argón líquido. El otro era fabricado para ser de fase doble (ProtoDUNE-DP, por el nombre inglés), usando los dos argón líquido y argón gaseoso. La meta de los prototipos es resolver algunos problemas de ingeniería antes de empezar la construcción. El despliegue de ánodo plano fue diseñado por un grupo, dirigido por Bob Paulos, en el laboratorio de ciencia físico de la Universidad de Wisconsin-Madison. El grupo de UW–Madison y el laboratorio de Daresbury del consejo de los complejos de la ciencia y la tecnología construyeron los despliegues. Adicionalmente, CERN diseñó un cátodo plano para repeler los electrones. El detector de fase doble funcionaba de modo parecido, pero tenía otra configuración de despliegue. Aunque DUNE medirá los neutrinos del complejo de neutrino de la línea de base larga, CERN amplió su red exigente para probar el detector con un haz de partículas. El laboratorio nacional de Lawrence Berkeley del Departamento de energía diseñó, fabricó, e instaló el sistema de ventana de haz, lo cual era usado por los investigadores para probar el detector.

## Exámenes
El detector recordó los caminos de haz primeros en 2018. En 2020, un trabajo con respecto a los exámenes del detector de fase única fue publicado. Los investigadores probaron la capacidad del detector con un haz de protones y electrones de 800 GeV desde el acelerador de partículas SPS del CERN. Los resultados del detector fueron verificados con los resultados de un detector de partículas ubicado antes del detector, lo cual usa software de reconstrucción para diferenciar las colisiones de la interferencia. El examen mostró que el detector tenía una relación entre señal y interferencia de cincuenta a uno. 99% de los canales del detector funcionaban correctamente. A la fecha de 2023, el CERN construye el segundo detector, el cual incluirá un detector de movimiento vertical. El segundo detector contendrá cuatro despliegues de ánodo plano y sensores de luz.